# Pyotr Andreyevich Vyazemsky
Pyotr Andreyevich Vyazemsky (tiếng Nga: Пëтр Андреевич Вяземский; 12 tháng 7 năm 1792 – 10 tháng 11 năm 1878) là một nhà thơ, nhà phê bình Nga.

## Tiểu sử
Pyotr Vyazemsky sinh ở Moskva trong một gia đình quý tộc lâu đời. Bố là một người học rộng, trong thư viện gia đình có 5000 đầu sách. Năm 1805-1806 học trường pansion ở Sankt-Peterburg. Năm 1807 trở về Moskva học với một giáo sư của Đại học Moskva. Bố mất, để lại cho Pyotr Vyazemsky một gia tài đồ sộ. Năm 1808 bắt đầu in thơ và viết một số bài phê bình. Trong cuộc chiến với Napoléon năm 1812, ông tham gia trận Borodino. Thời gian này bắt đầu kết bạn với Vasily Andreyevich Zhukovsky, Aleksandr Sergeyevich Pushkin, Davydov. Những năm 1817-1821 ông làm việc ở Warszawa trong một cơ quan ngoại giao. Đến cuối đời ông đạt đến những chức vụ cao trong thời Nga hoàng Aleksandr II.

Hoàng tử Pyotr Vyazemsky

Pyotr Vyazemsky bắt đầu hoạt động văn học như một người ngoại đạo nhưng thơ ca của ông đạt đến đỉnh cao, được coi là một trong những gương mặt tiêu biểu của thơ ca Nga thế kỷ vàng. Thơ của ông chịu ảnh hưởng của chủ nghĩa cổ điển Pháp, ông cố gắng đổi mới ngôn ngữ văn học Nga và cũng đạt được một số thành công. Ngoài sáng tác thơ ông còn là nhà phê bình nổi tiếng. Bắt đầu từ tạp chí Московский телеграф của nhà văn Polevoi, sau đó là tạp báo Литературная газета của nhà thơ Denvig, và cuối cùng là tạp chí Современник của Pushkin. Sau cái chết của Pushkin, ông ngừng cộng tác với tạp chí Современник và thôi viết phê bình. Đến cuối đời ông quay lại viết một số hồi ký về những người nổi tiếng cùng thời. Pyotr Vyazemsky mất ở Baden-Baden (Đức) năm 1878, mai táng ở Sankt-Peterburg.

## Một vài bài thơ
| В каких лесах, в какой долине В каких лесах, в какой долине, В часы вечерней тишины, Задумчиво ты бродишь ныне Под светлым сумраком луны? Кто сердце мыслью потаенной, Кто прелестью твоей мечты? Кого на одр уединенный С зарею призываешь ты? Чей голос слышишь ты в журчанье Ручья, бегущего с холмов, В таинственном лесов молчанье, В шептаньи легких ветерков? Кто первым чувством пробужденья, Последней тайной перед сном? Чье имя беглый след смущенья Наводит на лице твоем? Кто и в отсутствии далеком Присутствен сердцу одному? Кого в борьбе с жестоким роком Зовешь к спасенью своему? Чей образ на душе остылой Погаснет с пламенем в крови, С последней жизненною силой, С последней ласкою любви? Друзьям Я пью за здоровье не многих, Не многих, но верных друзей, Друзей неуклончиво строгих В соблазнах изменчивых дней. Я пью за здоровье далеких, Далеких, но милых друзей, Друзей, как и я, одиноких Средь чуждых сердцам их людей. В мой кубок с вином льются слезы, Но сладок и чист их поток; Так, с алыми - черные розы Вплелись в мой застольный венок. Мой кубок за здравье не многих, Не многих, но верных друзей, Друзей неуклончиво строгих В соблазнах изменчивых дней; За здравье и ближних далеких, Далеких, но сердцу родных, И в память друзей одиноких, Почивших в могилах немых. | Trong thung lũng nào, hay cánh rừng Trong giờ nào của buổi chiều tĩnh lặng Để em bây giờ trầm ngâm thơ thẩn Dưới ánh trăng tối và sáng nhá nhem? Ai mang cho tim ý nghĩ kín thầm Ai mang cho giấc mơ em vẻ đẹp? Em gọi ai về nhập bầy cô độc Khi gọi người cùng với ánh hoàng hôn? Giọng của ai nghe trong tiếng thì thầm Của dòng suối từ trên đồi rót xuống Trong im lặng của rừng rất bí ẩn Và trong lời của gió nhẹ lâng lâng? Ai người thức lên tình cảm đầu tiên Và trước giấc ngủ bí huyền sau cuối? Tên ai gợi vẻ ngượng ngùng bối rối Đang hiện ra trên gương mặt của em? Ai người giờ đang ở chốn xa xăm Nhưng đang có mặt trong trái tim em Ai trong cuộc đấu tranh cùng số phận Em gọi là niềm cứu rỗi cho mình? Hình bóng ai trong hồn đã lạnh tanh Đang tắt cùng ngọn lửa trong máu nóng Với sức mạnh của một ngày cuối tận Và sự nâng niu sau cuối của tình? Chúc bạn bè Ta uống chúc sức khoẻ một số người Một số người, nhưng những người chung thủy Những bạn bè chẳng bao giờ đổi thay Mặc cho ngày tháng đổi thay quyến rũ. Ta uống chúc sức khoẻ những người xa Những người xa, nhưng những người yêu quý Những bạn bè cũng cô đơn như ta Giữa những người mà con tim xa lạ. Chén của ta rót rượu cùng nước mắt Nhưng ngọt ngào và tinh khiết vô cùng Thì hoa hồng đỏ cùng hoa hồng đen Vào vòng hoa này của ta hãy kết. Chén ta chúc sức khoẻ một số người Một số người, nhưng những người chung thủy Những bạn bè chẳng bao giờ đổi thay Mặc cho ngày tháng đổi thay quyến rũ. Chúc sức khỏe những người thân xa xăm Dù xa xăm nhưng con tim yêu quý. Để tưởng nhớ những bạn bè cô đơn Trong những nấm mồ lặng câm yên nghỉ. Bản dịch của Nguyễn Viết Thắng. |